# Bloober Team
Bloober Team S.A. — польський розробник відеоігор зі штаб-квартирою у Кракові. Засновані у 2008 році Пйотром Бабєно та Пйотром Бєлятовичем і відомі розробкою психологічних горорів, зокрема Layers of Fear (2016), Observer (2017), Blair Witch (2019), The Medium (2021) та Silent Hill 2 (2024). У січні 2018 року Bloober Team отримали нагороду Paszport Polityki у категорії «Цифрова культура». Компанія володіє стороннім видавництвом Feardemic. З січня 2024 року Bloober Team присутні на основному ринку Варшавської фондової біржі.

## Історія
Засновані Пйотром Бабєно та Пйотром Бєлятовичем, Bloober Team спочатку входили до складу компанії Nibris, однак мали на меті стати незалежними за рахунок інвестицій. Офіційний початок діяльності відбувся 6 листопада 2008 року, тоді в Bloober працювало 20 співробітників, а Бабєно обійняв посаду генерального директора. Проте у жовтні 2010 року, після того як Nibris вирішили припинити діяльність у сфері розробки відеоігор, скасувавши свій єдиний проєкт — Sadness, деякі їхні розробники приєдналися до Bloober Team.
Однією з перших розробок студії стала гра Music Master: Chopin, яку створили на честь 200‑річчя від дня народження Фридерика Шопена. У 2013 році компанія випустила безкоштовну багатокористувацьку онлайн‑гру Deathmatch Village, що підтримувала кросплатформену взаємодію та ґрунтувалася на командних боях у форматі «три на три».
Поворотним моментом в історії студії стала розробка Basement Crawl, що дебютувала разом із випуском консолі PlayStation 4. Після хвилі негативних відгуків студія переробила проєкт, зберігши основну ідею, але оновивши графіку, ігрову механіку, сюжет та режими гри. Результатом стала випущена у лютому 2015 року гра Brawl, яка отримала позитивний прийом та безкоштовно надавалася власникам Basement Crawl.
10 січня 2018 року студія отримала премію Paszport Polityki у категорії «Цифрова культура». 8 березня 2018 року відбувся анонс нового проєкту під робочою назвою Project Méliès. У жовтні того ж року стало відомо, що йдеться про Layers of Fear 2, реліз якої запланували на 2019 рік під видавництвом Gun Media.
У 2009 році Bloober Team заснували дочірню компанію iFun4all sp. z o.o., а 23 вересня 2016 року її акції розмістили на біржі NewConnect. 23 серпня 2019 року компанія змінила назву з iFun4all на Draw Distance.
Після приблизно року переговорів з різними компаніями щодо можливого придбання, у березні 2021 року Bloober Team заявили про намір залишатися незалежними, водночас плануючи у майбутньому стратегічне партнерство з однією з цих компаній. У червні того ж року компанія оголосила про стратегічне партнерство з Konami, яке передбачало спільне використання технологій та співпрацю у майбутньому неназваному проєкті. Пізніше, в жовтні Bloober Team повідомили, що Tencent стали їхнім найбільшим акціонером, викупивши 22% акцій компанії. У травні 2022 року Bloober Team уклали, за їхніми словами, «значну ліцензійну та дистрибуційну угоду» з Sony Interactive Entertainment.
На щорічному ігровому фестивалі Summer Game Fest 2022 Bloober Team підтвердили розробку нової гри серії Layers of Fear, яку описали як водночас ремастер і продовження оригінальної серії, на рушії Unreal Engine 5. У жовтні 2022 року, після кількох місяців чуток, Konami повідомили, що Bloober Team працює над ремейком Silent Hill 2. Проєкт також створювався на базі Unreal Engine 5, отримавши статус тимчасового консольного ексклюзиву для PlayStation 5 з одночасним релізом для Windows через торговий майданчик Steam. В інтерв'ю виданню DreadXP розробники розповіли, що Konami запросили кілька студій подати свої концепції ремейку їхньої культової гри, серед яких обрали пропозицію від Bloober.
У лютому 2023 року Bloober Team оголосили про початок роботи над проєктом з робочою назвою Project M, головним розробником якого спочатку була призначена студія Draw Distance. У липні 2024 року стало відомо про відмову Draw Distance від подальшої участі в проєкті і завершення розробки Bloober здійснюватиме власними силами. Крім того, було заявлено, що ця гра стане першим проєктом, який видаватиме новостворена дочірня студія Broken Mirror Games.
У квітні 2024 року Bloober Team оголосили про розробку ще двох нових проєктів. Перший, під робочою назвою Project R, створюється у співпраці з Skybound Entertainment, а його презентацію заплановано на 2025 рік. Другий, Project C, є новою ІВ студії та був анонсований у партнерстві з видавничим підрозділом Private Division компанії Take‑Two Interactive. Через місяць Private Division скасували угоду про видання, проте Bloober Team заявили, що «підготувалася до можливих альтернатив». У жовтні 2024 року компанія анонсувала горор з елементами виживання — Cronos: The New Dawn, що видасть власним коштом.
У лютому 2025 року Bloober Team повідомили про подальшу співпрацю з Konami над ремейком оригінальної Silent Hill.

## Розроблені відеоігри
| Рік  | Назва                        | Платформи                                                                                       | Видавець                     | Дж.    |
| ---- | ---------------------------- | ----------------------------------------------------------------------------------------------- | ---------------------------- | ------ |
| 2010 | Egypt: Engineering an Empire | Windows, PlayStation Portable, Nintendo DS, Wii, iOS                                            | Bloober Team                 | [ 35 ] |
| 2010 | Hospital Havoc               | Nintendo DS                                                                                     | Bloober Team                 | [ 36 ] |
| 2010 | Music Master: Chopin         | Windows, MacOS, iOS                                                                             | Bloober Team                 | [ 37 ] |
| 2010 | Paper Wars: Cannon Fodder    | PlayStation Portable, Xbox 360, Nintendo DS, Wii                                                | Bloober Team                 | [ 38 ] |
| 2011 | Double Bloob                 | Nintendo DSi                                                                                    | Bloober Team                 | [ 39 ] |
| 2012 | A-Men                        | Windows, PlayStation 3, PlayStation Vita                                                        | Bloober Team                 | [ 40 ] |
| 2013 | Deathmatch Village           | PlayStation 3, PlayStation Vita                                                                 | Bloober Team                 | [ 41 ] |
| 2013 | A-Men 2                      | Windows, PlayStation 3, PlayStation Vita                                                        | Bloober Team                 | [ 42 ] |
| 2014 | Basement Crawl               | PlayStation 4                                                                                   | Bloober Team                 | [ 43 ] |
| 2015 | Brawl                        | Windows, MacOS, Linux, PlayStation 4, Nintendo Switch, Android                                  | Bloober Team                 | [ 14 ] |
| 2016 | Layers of Fear               | Windows, MacOS, Linux, PlayStation 4, Xbox One, Nintendo Switch                                 | Aspyr                        | [ 44 ] |
| 2017 | Observer                     | Windows, MacOS, Linux, PlayStation 4, PlayStation 5, Xbox One, Xbox Series X/S, Nintendo Switch | Aspyr                        | [ 45 ] |
| 2019 | Layers of Fear 2             | Windows, PlayStation 4, Xbox One, Nintendo Switch                                               | Gun Media                    | [ 17 ] |
| 2019 | Blair Witch                  | Windows, PlayStation 4, Xbox One, Nintendo Switch                                               | Lionsgate Games              | [ 46 ] |
| 2021 | The Medium                   | Windows, MacOS, PlayStation 5, Xbox Series X/S, Nintendo Switch                                 | Bloober Team                 | [ 47 ] |
| 2023 | Layers of Fear               | Windows, MacOS, PlayStation 5, Xbox Series X/S                                                  | Bloober Team                 | [ 48 ] |
| 2024 | Silent Hill 2                | Windows, PlayStation 5                                                                          | Konami Digital Entertainment | [ 49 ] |
| 2025 | Cronos: The New Dawn         | Windows, MacOS, PlayStation 5, Xbox Series X/S                                                  | Bloober Team                 | [ 32 ] |
| 2025 | I Hate This Place            | Windows, PlayStation 5, Xbox Series X/S, Nintendo Switch                                        | Skybound Entertainment       | [ 50 ] |
| ЩНВ  | Project M                    |                                                                                                 | Broken Mirror Games          | [ 29 ] |
| ЩНВ  | Ремейк Silent Hill           |                                                                                                 | Konami Digital Entertainment | [ 51 ] |